# Estezjologia
Estezjologia – dział biologii zajmujący się anatomią (budową) i fizjologią (czynnościami) narządów zmysłów oraz odbieranych przez nie bodźców.